# Hans Ulrich Klintzsch
Johann 'Hans' Ulrich Klintzsch (* 4. November 1898 in Lübbenau; † 17. August 1959 in Hamburg) war ein deutscher Offizier, Freikorps-Mitglied und eines der Gründungsmitglieder der nationalsozialistischen Sturmabteilung (SA).

## Leben und Tätigkeit
Klintzsch war ein Sohn des Oberpfarrrers Paul Arthur Heinrich Klintzsch und seiner Ehefrau Dorothea, geb. Schmidtgen.
Bis zu seinem elften Lebensjahr besuchte Klintzsch eine Privatschule in Lübbenau. Anschließend lebte die Familie zwei Jahre in Cottbus, wo er das Friedrich-Wilhelms-Gymnasium besuchte, und dann seit 1911 in Berlin, wo er in das Joachimsthal'sche Gymnasium gegeben wurde.
Um 1916 trat Klintzsch aus dem Gymnasium aus und ging als Freiwilliger in die Marineschule in Flensbrug-Mürwik. Nach seiner Ausbildung dort kam er auf das Schulschiff Freya und anschließend zur Zerstörer-Flottille Flandern. Bei dieser verblieb er bis zum Ende des Ersten Weltkriegs.

### Politische Betätigung in der Zeit der Weimarer Republik
Am 6. Januar 1919 wurde Klintzsch endgültig aus dem Militärdienst entlassen. Im Februar 1919 trat Klintzsch in das Freikorps Lützow ein, mit dem er in den folgenden Monaten an Kämpfen in Berlin, Braunschweig und München teilnahm. Nach der Niederwerfung der Räteregierung in München trat Klintzsch Ende Mai 1919 zur 2. Marine-Brigade Ehrhardt über. Mit dieser nahm er im März 1920 am Kapp-Putsch teil.
Nach der Auflösung der Brigade Ehrhardt im Juni 1920 wurde Klintzsch zur Schiffstamm-Division des Nordens als Leutnant zur See übernommen. Bei dieser blieb er knapp ein Jahr lang, bis er zum 2. Juni 1921 seinen Abschied nahm. Anschließend ging er nach München, um sich dort der Fortsetzung seiner Studien zu widmen. Seinen ständigen Wohnsitz in der Stadt hatte er bis Juli 1921.
Im Verborgenen gehörte Klintzsch seit 1920 dem Geheimbund Organisation Consul an. Diese diente als Nachfolgeorganisation der Ehrhardt-Brigade. Außerdem war er Mitglied des Bund Wiking, einer weiteren Ehrhardt-Organisation.
Am 20. Juli 1921 trat Klintzsch der NSDAP bei. Im August 1921 übernahm Ehrhardt aufgrund einer entsprechenden Absprache mit Hitler den militärischen Oberbefehl der Turn- und Sportabteilung der NSDAP. Die Führung und die militärische Ausbildung der Mitglieder der Sportabteilungen, die bald in Sturmabteilungen umbenannt wurden, übertrug Ehrhardt an Klintzsch. Seine Besoldung erhielt Klintzsch während seiner Tätigkeit für die NSDAP weiter durch die Brigade Ehrhardt.
Anfang September 1921 wurde Klintzsch unter dem Verdacht, an der Ermordung von Matthias Erzberger beteiligt gewesen zu sein, kurzzeitig in Haft genommen. Anfang 1922 wurde er wieder freigelassen werden. Zu dieser Zeit übernahm er wieder die Führung und Ausbildung der am 5. Oktober 1921 offiziell in „Sturmabteilung“ (SA) umbenannten „Turn- und Sportabteilung“. Das Oberkommando über die SA hatte Klintzsch nach seiner Haftentlassung Anfang 1922 knapp ein Jahr lang, bis zum März 1923, inne. Zu dieser Zeit übernahm Hermann Göring die Führung der SA.

### Späteres Leben
1924 ergriff Klintzsch einen Zivilberuf. Nachdem nach 1933 der Umfang der deutschen Streitkräfte dramatisch erhöht wurde und ehemalige Offiziere Gelegenheit erhielten, mit der Aussicht auf rasche Beförderung wieder ins Militär aufgenommen zu werden, ließ Klintzsch sich um 1935 als Offizier reaktivieren: Von 1936 bis 1939 war er im Range eines Majors der Luftwaffe Kommandeur der Blindflugschule 1/Flugzeugführerschule FFS B 31. Im August 1940 übernahm er als Gruppenkommandeur die Seenotgruppe der Luftwaffe, bis er am 16. September 1940 während eines Starts mit einer Heinkel He 59 C verunglückte und sich schwer verletzte. Erst am 5. Juni 1941 erhielt er ein neues Kommando, als er Seenotdienstführer West wurde. Anschließend wurde er am 1. Dezember 1942 Inspekteur des Seenotdienstes (L.In.16) im Generalstab der Luftwaffe. Am 1. März 1945 erhielt er, inzwischen als Oberst, das Kommando als Fliegerführer 6 innerhalb der Luftflotte 6. Mit seinen fliegenden Verbänden war er bis zur bedingungslosen Kapitulation der Wehrmacht im Ostseeraum eingesetzt.
Klintzsch starb 1959 während der Hochzeit seines Sohnes in Hamburg. Er wurde auf dem Jüdischen Friedhof Ohlsdorf beigesetzt.